# Ryohei Hayashi
Ryohei Hayashi (林 陵平, Hayashi Ryohei) est un footballeur japonais né le 8 septembre 1986 à Tokyo. Il joue au poste d'attaquant.

## Biographie
Il participe à la Ligue des champions d'Asie en 2012, et à la Coupe du monde des clubs de la FIFA en 2011 avec l'équipe du Kashiwa Reysol. Lors de la Coupe du monde des clubs, il joue les quarts de finale, et la petite finale.
Lors de la saison 2013, il inscrit 12 buts en deuxième division japonaise avec le club du Montedio Yamagata.

## Palmarès
- Champion du Japon en 2011 avec le Kashiwa Reysol
- Champion du Japon de D2 en 2010 avec le Kashiwa Reysol
- Finaliste de la Coupe du Japon en 2014 avec le Montedio Yamagata